# 25 aprile
Il 25 aprile è il 115º giorno del calendario gregoriano (il 116º negli anni bisestili). Mancano 250 giorni alla fine dell'anno.

## Eventi
- 387 – Sant'Agostino e il figlio Adeodato ricevono il battesimo da sant'Ambrogio
- 1267 – Solenne consacrazione del duomo di Monreale
- 1327 – Viene firmata la pace tra la Repubblica di Pisa ed il Regno d'Aragona
- 1493 – È stretta la lega tra Ludovico il Moro, la Repubblica di Venezia e papa Alessandro VI allo scopo di conservare il governo del primo e gli Stati della Chiesa dalle minacce del Regno di Napoli (Preludio alla Discesa di Carlo VIII in Italia).[1]
- 1507 – Il cartografo Martin Waldseemüller utilizza per la prima volta il nome America per indicare il nuovo continente in una carta del mondo; il nome deriva dalla versione in latino del navigatore Amerigo Vespucci (Americus Vespucius)
- 1684 – La Repubblica di Venezia dichiara guerra all'Impero ottomano dando inizio alla sesta guerra turco-veneziana o guerra di Morea; Capitano generale da Mar è Francesco Morosini.
- 1707 – L'esercito borbone di Filippo V di Spagna sconfigge l'esercito di Carlo VI d'Asburgo nella battaglia di Almansa (Spagna) e il Regno di Valencia è conquistato dal Regno di Castiglia
- 1719 – Viene pubblicato in Inghilterra il romanzo Robinson Crusoe di Daniel Defoe
- 1769 – Viene registrata l'idea di James Watt nel registro brevetti inglese come «metodo di Watt per la riduzione di vapore e carburante nella macchina a vapore»
- 1792 – Francia: Nicolas J. Pelletier è la prima persona messa a morte con l'utilizzo della ghigliottina
- 1831 – Si tiene a New York la prima di The Lion of the West, commedia dedicata all'eroe popolare Davy Crockett
- 1846 – Inizio della guerra messico-statunitense
- 1859 – Iniziano i lavori per la creazione del canale di Suez
- 1900 – Durante la spedizione polare organizzata dal Duca degli Abruzzi, la squadra guidata da Umberto Cagni arriva alla massima latitudine nord (86° 34'), stabilendo un primato assoluto per l'epoca
- 1916
  - In Australia e Nuova Zelanda viene celebrato per la prima volta l'ANZAC Day in memoria dei caduti di Gallipoli
  - Irlanda, Rivolta di Pasqua: il Regno Unito dichiara la legge marziale che durerà fino al 29 aprile, cioè fino al termine della rivolta
- 1926
  - Reza Kahn viene incoronato Scià dell'Iran con il nome di Reza Khan Pahlavi
  - Prima assoluta dell'opera lirica Turandot di Giacomo Puccini al Teatro alla Scala di Milano
- 1932 – Viene fondato ufficialmente l'esercito popolare di Corea
- 1945
  - Seconda guerra mondiale, l'esercito delle Germania nazista, appoggiato dai collaborazionisti repubblichini, si arrende e lascia l'Italia dopo le insurrezioni partigiane a Genova, Milano e Torino, ponendo fine all'occupazione tedesca in Italia: l'evento viene ricordato ogni anno dalla festa della Liberazione
  - Seconda guerra mondiale: le truppe statunitensi e sovietiche si congiungono nei pressi di Torgau, sul fiume Elba, dividendo la Germania in due parti
  - USA: cinquanta nazioni del mondo fondano a San Francisco (California) l'Organizzazione delle Nazioni Unite (ONU)
- 1953 – Sulla rivista Nature compare l'articolo A Structure for Deoxyribose Nucleic Acid di James Dewey Watson (ornitologo) e Francis Harry Compton Crick (fisico), con il quale viene descritta la struttura a elica del DNA, per il quale riceveranno nel 1962 il premio Nobel per la medicina
- 1959 – Primo caso di AIDS di cui si ha notizia (l'inizio ufficiale dell'epidemia verrà fissato nella data del 5 giugno 1981)
- 1961 – Robert Noyce ottiene il primo brevetto per un circuito integrato
- 1969 – Due attentati a Milano provocano venti feriti: sono i primi attentati degli anni di piombo
- 1974 – Portogallo: l'MFA (Movimento das Forças Armadas), composto da ufficiali e truppe dei diversi corpi delle forze armate, occupa militarmente Lisbona e altre città portoghesi, dando vita al colpo di Stato incruento noto come Rivoluzione dei garofani, che mette fine al regime dittatoriale di Marcello Caetano
- 1981 – Giappone: più di cento lavoratori sono esposti alle radiazioni mentre sono in corso operazioni di riparazione di un guasto nell'impianto nucleare di Tsuruga
- 1982 – Israele completa il suo ritiro dalla penisola del Sinai dopo gli accordi di Camp David
- 1983 – Il Pioneer 10 attraversa l'orbita del pianeta Plutone
- 1988 – Israele: John Demjanjuk viene condannato a morte per crimini di guerra commessi durante la seconda guerra mondiale; conosciuto come Ivan il terribile, era una guardia al campo di sterminio di Treblinka in Polonia
- 2000 – Korado Korlević scopre l'asteroide n.30237 (nome provvisorio "HY1")
- 2005 – L'ultima parte della Stele di Axum torna da Roma in Etiopia
- 2015 – In Nepal un terremoto di magnitudo 7,8 causa quasi 8700 vittime

## Nati
Ci sono circa 1 150 voci su persone nate il 25 aprile; vedi la pagina Nati il 25 aprile per un elenco descrittivo o la categoria Nati il 25 aprile per un indice alfabetico.

## Morti
Ci sono circa 490 voci su persone morte il 25 aprile; vedi la pagina Morti il 25 aprile per un elenco descrittivo o la categoria Morti il 25 aprile per un indice alfabetico.

## Feste e ricorrenze

### Civili
Italiane:
- Anniversario della liberazione d'Italia dal nazifascismo, convenzionalmente identificata come la fine della seconda guerra mondiale in territorio italiano, il 25 aprile 1945.

Internazionali:
- Giornata mondiale per la lotta contro la malaria

Nazionali:
- Australia - ANZAC Day
- Corea del Nord - Fondazione dell'Armata nazionale
- Egitto - Festa della liberazione del Sinai
- Fær Øer - Festa nazionale della bandiera
- Germania - Giornata degli alberi
- Nuova Zelanda - ANZAC Day
- Portogallo - Festa della Libertà (Dia da Liberdade)
- Swaziland - Festa nazionale della bandiera

### Religiose
Cristianesimo:
- Sant' Aniano di Alessandria, vescovo
- San Clarenzio di Vienne, vescovo
- San Marco evangelista, patrono di Venezia
- Sant' Erminio di Lobbes, vescovo e abate
- San Febadio di Agen, vescovo
- Santa Franca da Vitalta, badessa
- San Giovanni Battista Piamarta, sacerdote e fondatore
- Santa Hunna, vedova in Alsazia
- Sant' Olivo martire
- Santi Pasicrate e Valenzio, martiri
- San Pedro de San José de Bethencourt, fondatore dell'Ordine dei fratelli di Betlemme
- Beato Bonifacio di Valperga, vescovo
- Beato Giuseppe Trinità Rangel Montano e due compagni, martiri
- Beato Mario Borzaga, sacerdote e martire
- Beato Paolo Thoj Xyooj, catechista e martire
- Beati Roberto Anderton e Guglielmo Marsden, martiri

Religione romana antica e moderna:
- Robigalia
- Serapia

Taoismo:
- (2011) Festa di Mazu, dea del mare (chiamata Festa di A-Ma a Macao)